# Henna Virkkunen
Pour les articles homonymes, voir Virkkunen.
Henna Maria Virkkunen, née le 4 juin 1972 à Joutsa, est une femme politique finlandaise membre du Parti de la coalition nationale (Kok). Elle est ministre de l'Éducation entre 2007 et 2011, ministre de l'Administration publique entre 2011 et 2014 et ministre des Transports en 2014, année de son élection au Parlement européen.
Depuis le 1er décembre 2024, elle est vice-présidente exécutive de la Commission européenne, chargée de la souveraineté technologique, à la sécurité et à la démocratie, des technologies numériques et d'avant-garde.

## Biographie

### Débuts professionnels et politiques
Intéressée par les sports et la littérature, Henna Virkkunen commence sa carrière professionnelle en tant que journaliste indépendante, travaillant régulièrement avec le quotidien Keskisuomalainen en 1993. En 1997, elle est élue membre du conseil municipal de Jyväskylä et du conseil régional de Finlande centrale.

### Ascension
Ayant quitté en 1998 le journal pour devenir coordinatrice de la communication et copropriétaire de la société Medita Communication, elle est désignée en 1999 première vice-présidente du comité exécutif régional de Finlande centrale.
Diplômée en philosophie de l'université de Jyväskylä en 2001, elle quitte son métier l'année suivante pour obtenir un poste de chercheuse au département de la communication. Elle est choisie pour présider la fédération régionale du Kok en 2004, intégrant parallèlement le comité directeur du parti. Elle abandonne en 2005 ses fonctions au sein de l'exécutif de la région.
En 2006, alors qu'elle obtient une licence de philosophie, elle quitte son poste universitaire et dans le Kok.

### Parcours national
Elle est élue députée de la circonscription de Finlande centrale à la Diète nationale lors des législatives de 2007 et devient membre de la commission de l'Environnement et, pour quelques mois, de la commission de la Culture.
Au cours de l'année 2008, elle siège au conseil de surveillance de Vapo Oy et se fait élire président de la Ligue des femmes et vice-présidente du Parti de la coalition nationale.

### Ministre
Henna Virkkunen est nommée ministre de l'Éducation le 19 décembre 2008, à 36 ans, dans le gouvernement de coalition du Premier ministre libéral Matti Vanhanen. Reconduite par Mari Kiviniemi le 22 juin 2010, elle est réélue députée aux élections législatives du 17 avril 2011.
Le 22 juin suivant, elle devient ministre de l'Administration publique et des Affaires locales dans le gouvernement constitué par le nouveau Premier ministre conservateur Jyrki Katainen. Lors du remaniement du 4 avril 2014, elle est nommée ministre des Transports et des Affaires locales.

### Députée européenne
Candidate aux élections européennes du 25 mai 2014, elle remporte 43 829 voix de préférences, ce qui la place en onzième position au niveau national et à la troisième place parmi les candidats du Kok, qui obtient trois sièges en tout. Le 24 juin suivant, elle n'est pas reconduite à l'occasion de la formation du nouveau gouvernement, devant prendre ses fonctions au Parlement européen une semaine plus tard.

### Vice-présidente exécutive de la Commission européenne
Elle est désignée par Ursula von der Leyen le 17 septembre 2024 pour être Vice-présidente exécutive de la Commission européenne chargée de la souveraineté technologique, à la sécurité et à la démocratie, des technologies numériques et d'avant-garde. Après la confirmation du Parlement européen, elle entre en fonction le 1er décembre 2024.

### Vie privée
Mariée, elle est mère d'un enfant.